# Haunted House (Prada)
Pour les articles homonymes, voir Haunted House.
La Haunted House (en français : Tour en Or ou La Torre d'Oro) est un gratte-ciel de Milan en Italie.

## Descriptif
Construit en 2015 sur une usine datant de 1910, ce bâtiment milanais est fabriqué avec 200 000 feuilles d'or travaillées selon une technique qui remonte aux années 1600.
La phase de construction de 2013 à 2015.
Le projet a été créé par le réalisateur Rem Koolhaas. Le Néerlandais Rem Koolhaas a conçu certains des bâtiments les plus significatifs de ces dernières décennies, a remporté le prix Pritzker (le prix Nobel de l'architecture) en 2000 et le Lion d'Or à la Biennale de Venise en 2010.